# Oelitsa Starokatsjalovskaja
Oelitsa Starokatsjalovskaja (Russisch: Улица Старокачаловская uitspraakⓘ) is een station aan de Boetovskaja-lijn van de Moskouse metro.

## Geschiedenis
Het station heeft een bijzondere indeling omdat de beide perrons in een afzonderlijke buis, die tegen de buitenkant van een ander metrostation is gebouwd, liggen. In Moskou is het het enige station met een dergelijke indeling en binnen de voormalige Sovjet-Unie het tweede na Cəfər Cabbarlı in de Azerische hoofdstad Bakoe. Deze indeling is het gevolg van het 'lichte-metro-project' dat tijdens de ruwbouw van het andere station, Boelvar Dmitrija Donskogo (grijs op de plattegrond), in 1999 werd gepresenteerd om goedkopere metrolijnen buiten de MKAD te bouwen. In plaats van de bestaande metrolijnen te verlengen zou de 'lichte metro', met bovengrondse trajecten en korte metro's de reizigers van en naar de eindpunten binnen de MKAD moeten vervoeren. De Boetovskaja-lijn (lichtblauw op de plattegrond), destijds aangeduid als L1, is de enige lijn van het 'lichte-metro-project' die daadwerkelijk is gebouwd, de andere vier lijnen zijn geschrapt ten gunste van verlenging van bestaande metrolijnen. Oelitsa Starokatsjalovskaja was bij de opening van de lijn door Boetovo, op 27 december 2003, het noordelijke eindpunt en tevens het enige ondergrondse station. Sinds de verlenging naar het noorden op 27 februari 2014 wisselen de metro's van en naar het zuiden niet meer op de kruiswissel aan de zuidkant maar rijden ze rechts van en naar Bitsevski Park.

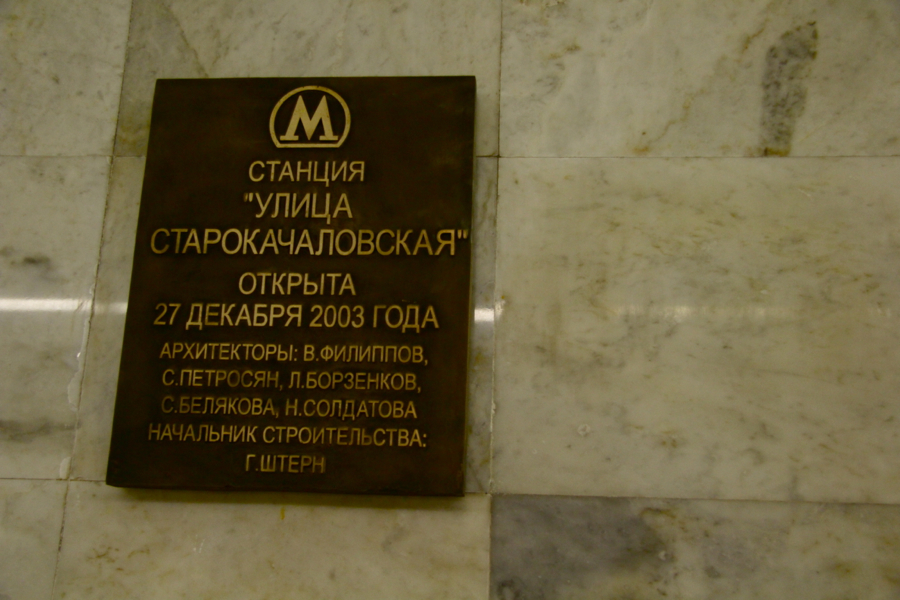
Het officiële naambord
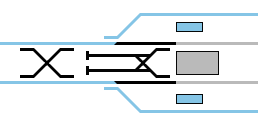
De plattegrond van beide stations, het zuiden is links
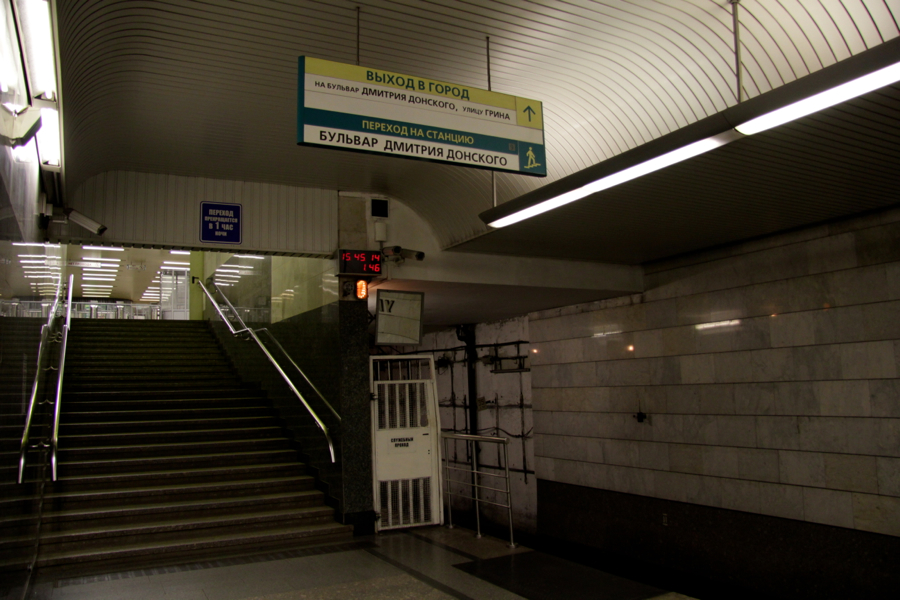
De trap tussen verdeelhal en perron aan de zuidkant van de westbuis

## Ontwerp en inrichting
Het station kent tweebuizen met perrons die aan weerszijden van de Serpoechovsko-Timirjazevskaja-lijn liggen. Aan de zuidkant is een gemeenschappelijke verdeelhal met Boelvar Dmitrija Donskogo van de Serpoechovsko-Timirjazevskaja-lijn. De perrons zijn 4,5 meter breed en, overeenkomstig het concept van de lichte metro, slechts 102 meter lang in plaats van de standaard 160 meter. Het gevolg is dan ook dat slechts vijf standaard metrobakken langs het perron passen. Technisch kunnen de metrostellen op beide lijnen rijden maar in de praktijk worden op de Boetovskaja-lijn de Rusich-stellen met drie gelede bakken ingezet. Een ander gevolg is dat de trappen aan de noordkant uitkomen op een overstapbrug in Boelvar Dmitrija Donskogo en niet bij de verdeelhal aan de straat die het station zijn naam gaf. Omdat tot 2013 de “lichte metro” als aparte vervoersmodaliteit werd gezien zijn er zowel bovenaan de noordelijke trappen als op de overstapbrug loketten gebouwd voor de kaartverkoop voor het andere vervoerssysteem. De poortjes tussen beide lijnen zijn in oktober 2013 weggehaald en sindsdien geldt het eenheidstarief, hoewel de borden met de lijn aanduiding L1 wel bleven hangen. Als enige station van de Boetovskajalijn zijn er geen liften in Oelitsa Starokatsjalovskaja wat het overstappen door rolstoelgebruikers zeer bemoeilijkt. Tot de verlenging van de lijn in 2014 was het het kortste station van het Moskouse metronet. De inrichting is overeenkomstig Boelvar Dmitrija Donskogo zij het in een ander kleurschema. De westelijke tunnelbuis is lichtgrijs en donkergroen, de oostelijke is lichtgrijs en oranje. De tunnelwanden zijn bekleed met koelga-marmer en grijs-roze vyborggraniet. De verlichting wordt verzorgd door bolvormige lampen en tl-buizen.

## Reizigersverkeer
In 2003 werd het station geopend als noordelijk eindpunt van lijn L1, destijds reden de metro's afwisselend binnen op het westelijke en oostelijke spoor. Hiertoe is een kruiswissel gelegd tussen de sporen en ontbreken keersporen aan het einde van de lijn, een situatie die te vergelijken valt met de oostlijn op Station Amsterdam Centraal. In Moskou komt een vergelijkbare situatie alleen nog voor bij Aleksandrovski Sad en Mezjdoenarodnaja, terwijl bij Koentsevskaja voor lijn 4 maar een perronspoor is. Het materieel werd ondergebracht in het depot Varsavskoje en om dit te kunnen aan- en afvoeren, zijn er verbindingen tussen de sporen van de Boetovskajalijn en de Serpoechovsko-Timirjazevskaja-lijn. De kopsporen tussen de doorgaande sporen horen bij station Boelvar Dmitrija Donskogo. In de normale dienst moesten de reizigers uit de binnengekomen metro uitstappen, terwijl op het andere spoor een metro gereedstond voor vertrek. Sinds 26 februari 2014 rijden de metro's verder naar het noorden zonder te keren in Oelitsa Starokatsjalovskaja. Metro's van en naar het depot rijden leeg naar en van Boeninskaja Alleja via de wissels tussen de beide lijnen en komen dus niet langs de perrons van Oelitsa Starokatsjalovskaja. In zuidelijke richting kunnen de reizigers op even dagen vanaf 5:42 uur en op oneven dagen vanaf 5:46 uur de metro nemen. In noordelijke richting vertrekt in het weekeinde de eerste metro om 6:02 uur, doordeweeks is dit op even dagen om 6:00 uur en op oneven dagen 1 minuut later.